# 洗濯機

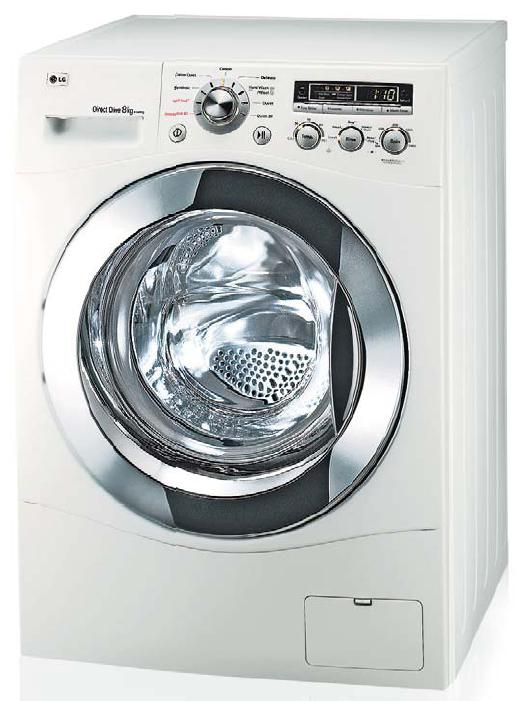
ドラム式洗濯機

洗濯機（せんたくき、英: washing machine, laundry machine）は、洗濯に用いられる機械。

## 概要
歴史的には「洗濯機」と言う言葉は様々な動力源のものを指してきた。日本では、昭和以降一部の手動洗濯機を除くと「電気洗濯機」しか販売されていないので、単に「洗濯機」と言うと、事実上それを指している。
- フロントローディング式（ドラム式）の電気洗濯機（イスラエルELECTRA社）
- フロントローディング式電気洗濯機（ドイツMiele社）
- トップローディング式の電気洗濯機
- 二槽式電気洗濯機（米国フリッジデール社）
- アメリカ軍の、とある基地の数千名の兵士の衣類を洗濯するための洗濯機（洗濯システム）

初期は人力で動かす手動式洗濯機であったが、19世紀には蒸気機関で動かすものが多く、20世紀なかばからは電動機（電気モータ）で回転させるものが広まり、20世紀後半では脱水機付きのものが登場し、さらに洗濯から脱水まで自動で行うもの（当時「全自動」と呼ばれていたもの）が大半となり、その後、洗濯・脱水だけでなく乾燥まで自動で行うものまで登場した。
洗濯とはもともと、もっぱら人の手や足で行っていたかなり手間のかかる重労働である。洗濯機は、そうした重労働を軽減する目的で開発され、家事労働の軽減に貢献してきた。
2009年、カトリック教会の半公的な新聞である L'Osservatore Romano が、洗濯機が女性を家事の苦役から解放したという意味で、女性解放における重要なマイルストーンだったと表明している。
本項は、主に家庭用の洗濯機について記述し、業務用についても若干ふれる。

## 歴史
洗濯は、布をこすったり叩いたりすることで布から汚れを浮かせ（分離し）きれいにする。また布地に石鹸を浸透させ汚れを落としやすくする、ということも行われる。もともとは、川や池や泉の縁の岩などに衣類を打ち付けたり、こすったりするしていたが、その後波状の溝をつけた洗濯板が使われるようになった。古代ローマでは、"fuller" と呼ばれる人たちが発酵した尿などの入ったバケツに洗濯物を入れ、それを足で踏んで洗濯した。
洗濯という重労働を何とか軽減させるため、洗濯する機械が開発されてきた。また特に、ヨーロッパではペストなどの伝染病が広まった歴史があり、これを防ぐために熱湯を沸かしたかまどの中で洗濯物を木の棒でかきまわして洗う習慣が普及したが、やけどしがちな作業を避けるための機械の需要が生じた。ドイツなどで初期に考案された洗濯機は、樽などの容器を横向きにし、湯や洗濯物を入れ蓋をし、容器についたハンドルを手で回し、中身を攪拌する方式だった。

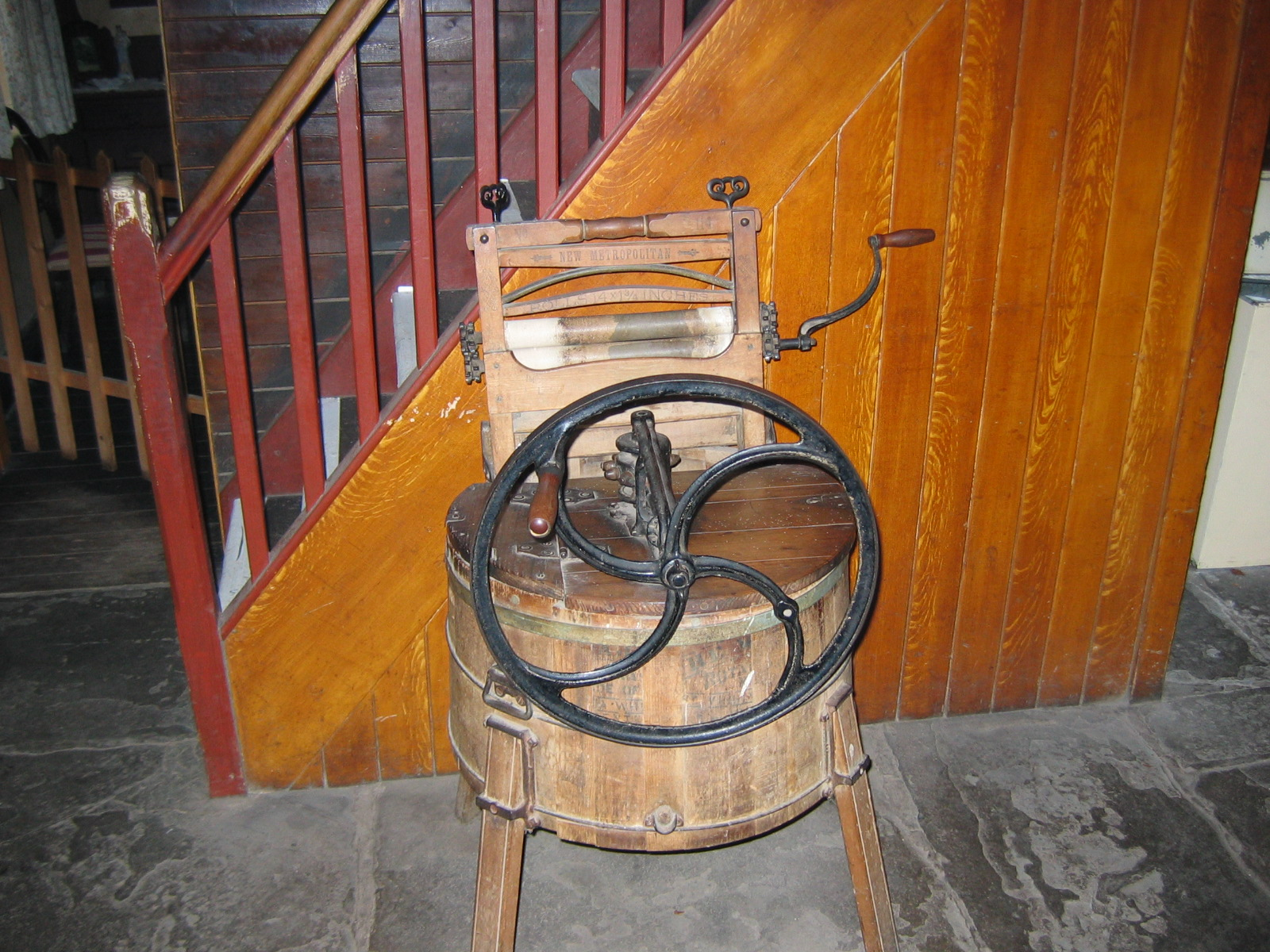
19世紀の手回し式洗濯機

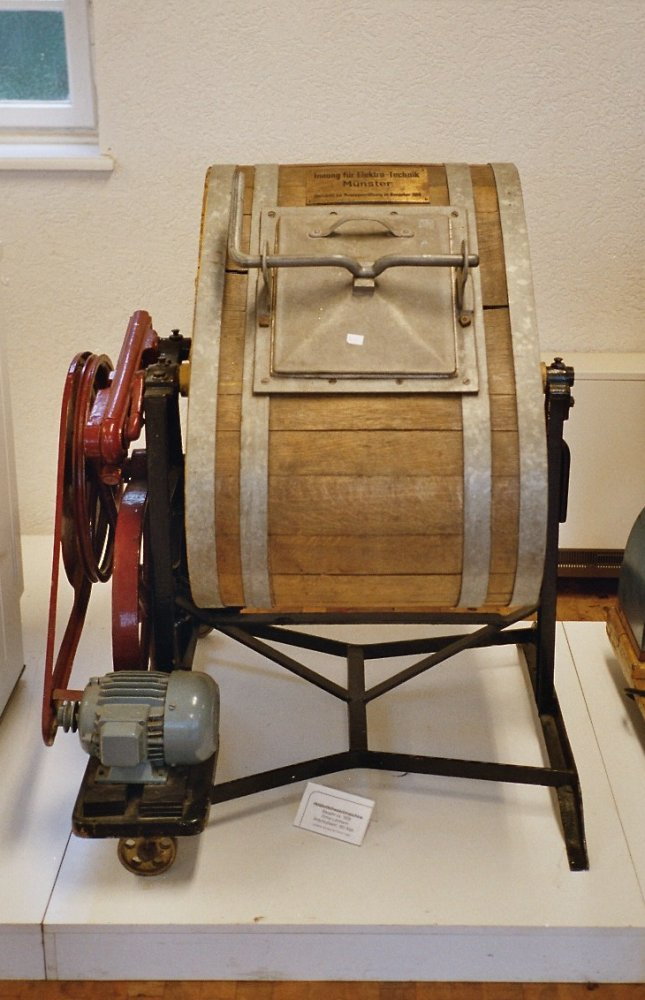
ドイツ製の古い洗濯機

洗濯は温水を使った方が汚れが落ちやすい。石鹸の入った温水は貴重だったため、そのまま何度も再利用されていた。まず汚れの少ない衣類を洗い、徐々に汚れのひどいものを洗っていく。初期の洗濯機は木製だったが、金属製のものができると、洗濯槽を下から火で加熱できるようになった。このため、一日中洗濯しても洗濯水を暖かく保つことができた。
イングランドでは、1691年に初の洗濯機および脱水機に類する特許が成立している。また、1752年1月の "The Gentlemen's Magazine" というイギリスの雑誌に初期の洗濯機の絵が掲載されている。ドイツでは Jacob Christian Schäffer が洗濯機を考案し、1767年にその設計が出版されている。1782年には、イギリスで Henry Sidgier が回転ドラム式洗濯機の特許を取得している。

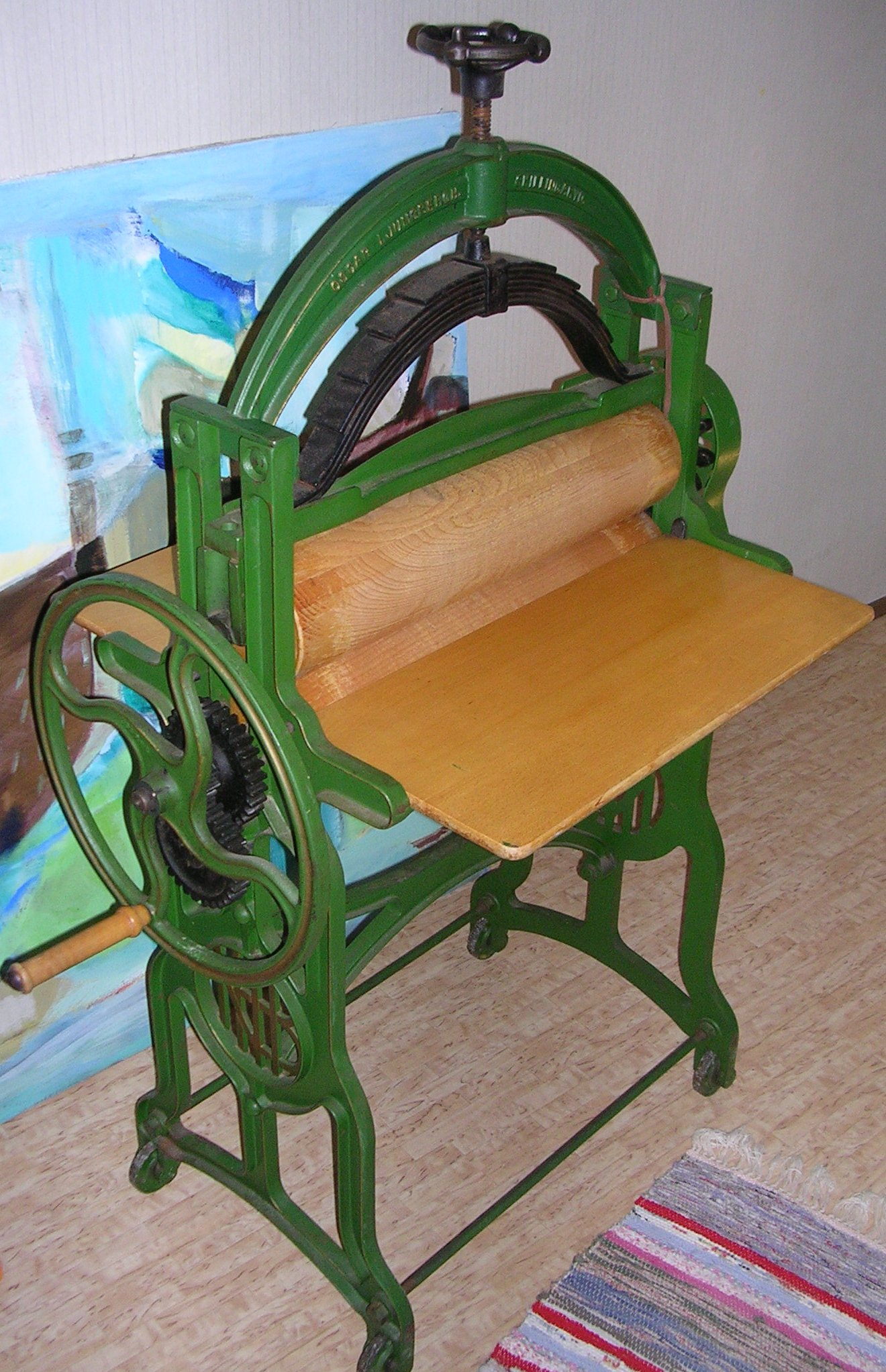
手絞り機

洗濯後、洗濯物から石鹸水を除去する工程は全く別の工程だった。元々はびしょぬれの衣類を手で絞っていた。この仕事を助けるため、2つのローラーにばねで力をかけ、そこに衣類を通してローラーを手で回すという手絞り機（または手回し脱水機）が開発された。これには1枚ずつ衣類を入れてやる必要があった。元々は独立した機械だったが、洗濯機に組み込まれるようになり、搾り取った石鹸水が洗濯槽に戻って再利用できるような構造になった。
アメリカ合衆国では1797年、ニューハンプシャー州の Nathaniel Briggs が "Clothes Washing" と題した特許を取得している。特許事務所が後に火事で焼け落ちたため、彼が具体的にどういう発明をしたのかは分かっていない。洗濯機に手絞り機を組み込んだものは、1843年セントジョンの John E. Turnbull が取得した "Clothes Washer With Wringer Rolls" という特許が最初である。

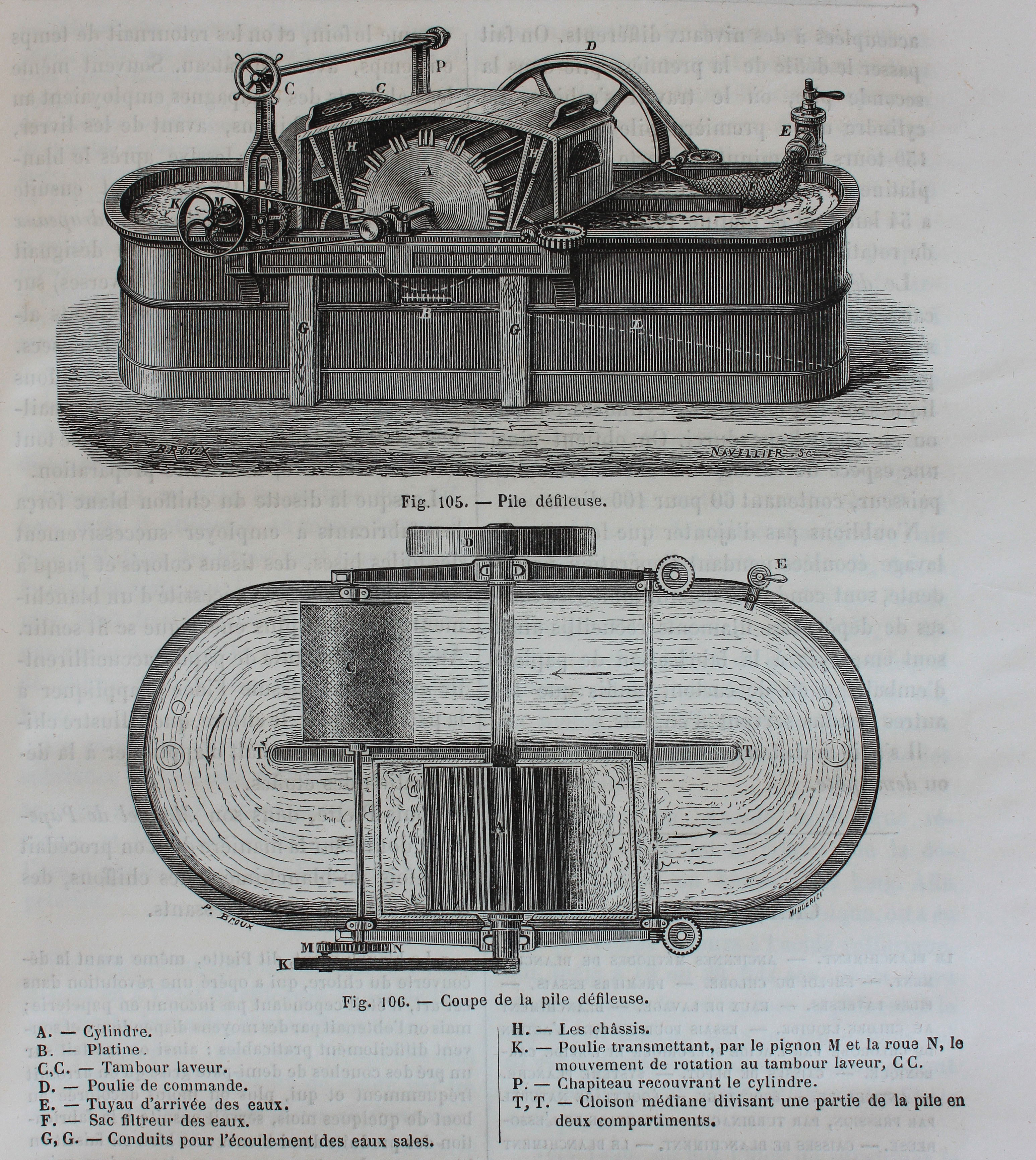
フランスの攪拌式洗濯機（1870年頃）

蒸気機関・ガソリンエンジン等を用いてドラムを回転させるものや、撹拌棒を回転させる撹拌式洗濯機が使われるようになった。1気筒の低速なガソリンエンジンなどがよく使われていた。

### 電動式
電気洗濯機は20世紀初めにアメリカで登場している。アルバ・ジョン・フィッシャーが1910年に電気洗濯機の特許を取得しており、電気洗濯機の発明者とされることが多いが、フィッシャー以前にも電気洗濯機の特許が存在していた。
電気式洗濯機は1908年にアメリカで発明され、1908年にアメリカのHurley Machine Companyが「Thor」として販売。
電力が欧米で普及するのは1930年代である。
アメリカでの電気洗濯機の年間販売台数は1928年には913,000台に達した。しかし、世界恐慌が発生したために販売台数が減少し、1932年には出荷台数が約600,000台となっている。洗濯機の設計は1930年代に改善が進み、安全性を考慮して電動機などの機械が筐体に覆われるようになった。1940年には、アメリカの電力供給を受けている2500万戸の60%が電気洗濯機を所有していた。
第二次世界大戦中、アメリカ国内の洗濯機メーカーは軍需に徴用されたが、全自動洗濯機の開発は続けられ、戦後間もなく全自動洗濯機を発売した。ベンディックスは1947年、改良型の Bendix Deluxe（当時249.50ドル）を発売。ゼネラル・エレクトリックも同年、全自動洗濯機を発売している。他社も1950年代初めまでに次々と全自動洗濯機を発売している。中には2槽式で、洗濯槽から脱水槽に洗濯物を手で移さなければならない半自動洗濯機もあった。
電気掃除機で知られるフーバー社は、マイコン制御が登場する以前にカートリッジ式で洗濯パターンをプログラム可能な全自動洗濯機 Keymatic を製造していた。洗濯機のスロットにプラスチック製の鍵状のカートリッジを挿入すると、それにしたがって洗濯パターンを決定するものである。しかし、ダイヤル式で設定する他の洗濯機に対して特に優れているわけでもないため、成功したとは言い難い（カートリッジは失くしやすいという問題もあった）。
初期の全自動洗濯機は機械式タイマーを使い、タイマーシャフトに一連のカムがあり、様々なスイッチを時間で操作していた。1950年代、これが電子式タイマーになり、設定の自由度が格段に向上した。
- 1910年の広告
- 1950年代の洗濯機

ヨーロッパでは1950年代まで電気洗濯機は一般化しなかった。これは、第二次世界大戦の戦禍により、ヨーロッパの消費者市場が1950年代後半まで回復しなかったためである。当初はローラーによる手絞り機構付きの電気洗濯機が主流だった。1960年代には2槽式が主流となった。全自動洗濯機が主流となったのは1970年代になってからのことである。

#### 日本
日本の家庭における電気洗濯機の導入については、1922年（大正11年）に米国製の「Gainaday」（ゲイナディ）洗濯機（円筒式）についての記述がある。1924年（大正13年）には東京府大崎町の工正舎が製造した「千代田洗濯機」（日比式小型自動洗濯機）が190円で発売された。開発者は工正舎の社長である日比勝治であり、同年中に同機の駆動方法についての特許が出願されている。東芝の前身のひとつである芝浦製作所も販売店である千代田組を介して本機の販売に関与していた。
1930年（昭和5年）に東芝の前身のひとつである東京電気株式会社がHurley Machine Companyの「Thor」（ソアー）の輸入販売を開始した。同年中には芝浦製作所から攪拌式洗濯機「Solar」（ソーラー）が販売される。その後、1953年に三洋電機から現在の洗濯機の原点とも言える噴流式洗濯機が低価格で発売され、一気に普及した。
戦後（第二次世界大戦後）の1950年代、日本の電器メーカーは電気洗濯機を『三種の神器』という宣伝文句で民衆に売り込んだ。その後昭和後期ころからは「白物家電」と呼ばれるようになり、現在でも家電製品の中でも代表格のひとつである。
昭和時代の日本では日本製が大半を占めたが、平成以降は他の白物家電と同様に、一部の高付加価値製品を除き生産コストの低いアジア圏で生産されたものが大半を占める状況になっている。撤退するところも多くなり、2008年10月31日を以て三菱電機は（売り上げ不振で赤字が続いたことから）洗濯機の生産より完全撤退した。
日本では「電気洗濯機」として家庭用品品質表示法の適用対象となっており電気機械器具品質表示規程に定めがある。また、テレビ受像機、エアコン、冷蔵庫とともに2001年より家電リサイクル法の対象となり、廃棄する場合には、適切な処理が義務付けられ、粗大ゴミとして処分できなくなった。固定資産としての法定耐用年数は6年だが、家庭での平均的な使用年数は8.4年である。
一部では芋洗いや、タコのぬめり取りなどの魚介類を洗うために使われる事もある。メーカーの想定外・保証外の利用法であり、故障の原因ともなるので推奨されない利用法である。
回転による脱水が一般化するのは、電動機が開発されてからである。回転で脱水するには高速で強力な回転力が必要であり、脱水機は洗濯機とは別の装置として作られた。洗濯した衣類を洗濯槽から脱水槽に移して脱水していた。このような初期の脱水機は、中身が偏っていると脱水槽自体が危険なほど揺れるという問題があった。それでこの揺れをなんとかしようと様々な試みがなされた。まず、若干のアンバランスを吸収する緩衝フレームが考案され、さらに激しい揺れを検出して脱水機の回転を止める機構が考案された。この場合、人間の手で中身を均等にして再度脱水する。最近では、液体を封入した環を使い、それを脱水槽と同時に回すことで全体としてバランスが取れるようにしていることが多い。
いわゆる全自動洗濯機は、洗濯槽と脱水槽が1つになり、水の出し入れが自動化され、洗濯から脱水まで自動的に行うようになっている。1937年、ベンディックスが初の全自動洗濯機の特許を取得し、それを使った洗濯機を同年発売した。この洗濯機は現代の全自動洗濯機の基本機能は全て備えていたが、サスペンション機構がなかったため、動き回らないよう床に固定する必要があった。
初期の全自動洗濯機では、洗濯槽/脱水槽の回転速度は機械的手段か電動機に供給する電力を可変抵抗器で加減することで制御していた。1970年代には上位機種から電子制御が一般化していった。1990年代になると、タイマーの代わりにマイクロコントローラを採用した機種が登場する。これが今（近年）では一般化している。ファジィ制御も洗濯機にいち早く採用されている。
最近では衣類乾燥機の機能まで1台でこなすものもあり、ボタン一つで最後までいくが、家庭用での普及よりコインランドリーで汎用されている。
21世紀頃から、より使用水量の少ない縦ドラム型の洗濯機が普及している。
日本の洗濯機の歴史
- 東芝一号機の洗濯機：Solar(1930年)（東芝科学館）
- Toshibaの洗濯機（1930年代のもの。岐阜県各務原市川島松倉町、川島会館の文化史料館の展示品）
- 手回し式洗濯機（相模原市博物館）
- デンソー製のドラム式洗濯機の広告（1954年）
- 昭和30年代後半のローラー式絞り機つき洗濯機
- 昭和時代のSANYOの洗濯機
- シャープのコイン式全自動洗濯乾燥機（近年）
- Hitachiの中国語圏向け仕様の洗濯機（近年）

## 種類
一槽式
洗濯槽のみの洗濯機。一般的な洗濯機では1960年代までこの種類が存在していた。脱水部分は手で絞るか、洗濯機傍についていたローラーで絞る。現在でも簡易・小型洗濯機でこの種類が存在する。また、脱水槽のみの脱水専用機も存在している。
二槽式洗濯機
「洗い」と「すすぎ」を行う槽と「脱水」を行う槽が分離しており、それぞれの作業工程を各槽で行う。洗濯槽と脱水槽の間で洗濯物を移し替える必要がある。1957年、イギリスのフーバー社によって開発され、1960年に三洋電機によって脱水槽側に熱風乾燥装置を組み込んだ「二槽式脱水乾燥洗濯機」が発売。1970年代から1980年代前期までの主流。現在では少数派であるが、洗濯・すすぎと脱水を同時並行で行えるため時間あたりに洗える量は全自動洗濯機に比べて多く、構造的にも単純で丈夫なため、理容店、ガソリンスタンド、工場などでの業務用、あるいは農家などで作業着を別に洗うために2台目として屋外や土間に置くなど、根強い需要がある。脱水能力において一槽式の全自動洗濯機を上回る場合が多い。また、脱水槽に注水でき、注水しながら脱水することで、すすぎを助ける機種もある。現代の日本においては、下述の全自動洗濯機の普及率が高まっていて、住宅の設計・建設においてもこれを前提としている物件が多いため、全自動洗濯機に比べて横幅が広い機種が多い二槽式を置くためには予めそのスペースの確認を要するケースが多く、注意を要する。
全自動洗濯機の普及により国内向けの需要は減少し、東芝は生産を中止したが、慣れ親しんだ年配や洗濯にこだわる層により5%は二槽式とされ、業務用と合わせ一定のニーズが存在することから、日本国内ではパナソニック・日立グローバルライフソリューションズ・ハイアールジャパン・AQUAの4社が販売を継続している。またペットや介護など汚れ物が出るニーズに合わせ、二台目として小型の二槽式が販売されている。
価格の安さにより新興国では主流であり、インドネシアでは高温多湿な気候と丹念に洗濯する国民性にマッチしているため、経済的に発展した現在でも洗濯板が付いた二槽式が主流とされる。
以上の2方式の操作方法は一時期ボタン操作式（マイコン制御）のものもあったが、現在に至るまで回転スイッチ式である。
三槽式洗濯機
日立製作所がかつて製造していた、二槽式洗濯機の亜種。同社が製造していた攪拌棒付異型パルセーター「からまん棒」（後述）の特長を生かしたもので、洗濯槽の上部中央に、もうひとつ小さなバケツ状の小型洗濯槽を取り付けている。「からまん棒」の内側に駆動軸を通し、小型洗濯槽のパルセーターを駆動していた。
自動二槽式洗濯機
二槽式洗濯機の洗濯槽での行程である「洗い」から「すすぎ」までをプログラムタイマーにより自動化した形態。脱水槽の側ですすぎから脱水までを行える機種も出現した。もとは自動洗濯機の商品名で登場したが、後に下記全自動洗濯機の登場により現在の呼称に変わった。全自動の登場後はニッチ商品化したが、それでも日本が好景気であった時代には松下『スピンリンス』、東芝『シャワーリンス』、三菱『スピンシャワー』など、定番ラインアップとして存在していた。しかし、全自動の普及に加えてバブル経済崩壊後の機種整理の流れのなかで、かつて自動二槽を製造していた各社はすべて撤退している。現在国内で生産を継続している日立は、逆に全自動の普及期に一度撤退していたが1995年に復帰して現在に至る。通常の二槽式よりは遥かに手間が省ける一方、脱水能力は二槽式のそれであるため部屋干しや乾燥機の使用が恒常化している場合にメリットとなる。かつては機械式プログラムタイマーであったが、1980年代後半以降はマイコン式が主流となった。
全自動洗濯機
「洗い」、「すすぎ」、「脱水」をすべて1つの槽で行うもの。注水から最後の脱水までをすべて自動で行う。1965年に松下電器産業（現・パナソニック）によって第1号機が開発・販売された。使用する水の量が多くなる問題があり、普及は遅れた（1970年代初頭、全自動洗濯機普及率4.7-8.6%）。1980年代以降改良が重ねられ、現在までの主流となっている。
乾燥機付洗濯機（洗濯乾燥機）
一般的に洗濯乾燥機と呼称される、全自動洗濯機にさらに乾燥機能がついたもの。乾燥機が分けられたものと「洗い」「すすぎ」「脱水」「乾燥」まで1つの槽で全自動で行えるものがある。前者は乾燥機のみ横倒しの槽になっている。2000年代前半から需要・台数が伸びている。一般的に家庭用の乾燥機付洗濯機は、洗濯できる量より乾燥できる量が少ないため、洗濯物全てを乾燥させる場合は、乾燥手前で、洗濯物を取り出す必要がある。乾燥可能な量の洗濯物であっても全自動で乾燥させると衣類がしわだらけのまま乾燥されたり、乾燥ムラがおきるなどの問題が発生することもある。このため、加熱をせず、送風のみで簡易乾燥を行い、ある程度水分を飛ばしてから自分で干すといった使い方をすることもできる。また、2022年現在では、脱水後、加熱されていない空気で送風を行いつつ洗濯物を回転させることで、洗濯物の水分をある程度まで除去し（完全に乾燥させることはできない）干した際の乾燥時間を短縮させ、また部屋干し時の嫌な匂いを低減させる「風乾燥」という簡易式の乾燥機能が普及し、縦型洗濯機の多くの機種に搭載されている。また、一部の高級機種には、ドラム式ではない縦型洗濯機にも、この室温での「風乾燥」ではなく、ヒーターで加熱させた空気を使い、完全に乾燥させる温風乾燥機能を実装している機種も存在する。
ヒートポンプ式の乾燥機能は、室温が低すぎるといった場合性能が発揮できず完全に乾燥できない場合がある。そういった場合は暖房して室温を調整すればよい。一方、除湿冷却方式の同機能は、そのようなことはないが、除湿水の温度をリアルタイムに監視しているサーミスタに糸くずなど異物が付着すると、正確に温度を読み取れなくなり、乾燥不良が発生することがある。基本的には、熱に耐える素材で仕上がりがしわになっても支障ないものであれば洗濯から乾燥まで全自動でよい。前述のとおり乾燥も配慮した量の範囲で洗濯するようにする。
ドラム式はすべての工程において使用水量が少ないため、投入洗剤量を指定分に抑えないと残洗剤が過多となり濯ぎ不足状態となる可能性がある。
手回し式洗濯機
初期には、非電動洗濯機も存在した。洗濯物と水を球形の金属製洗濯槽に密閉して人力で回転させることで攪拌し洗浄する。構造的には現在のドラム式洗濯機に近い。現在でも少量の洗濯向けに「手動洗濯機」「簡易洗濯機」と称してわずかに生産されている。

## 撹拌方式

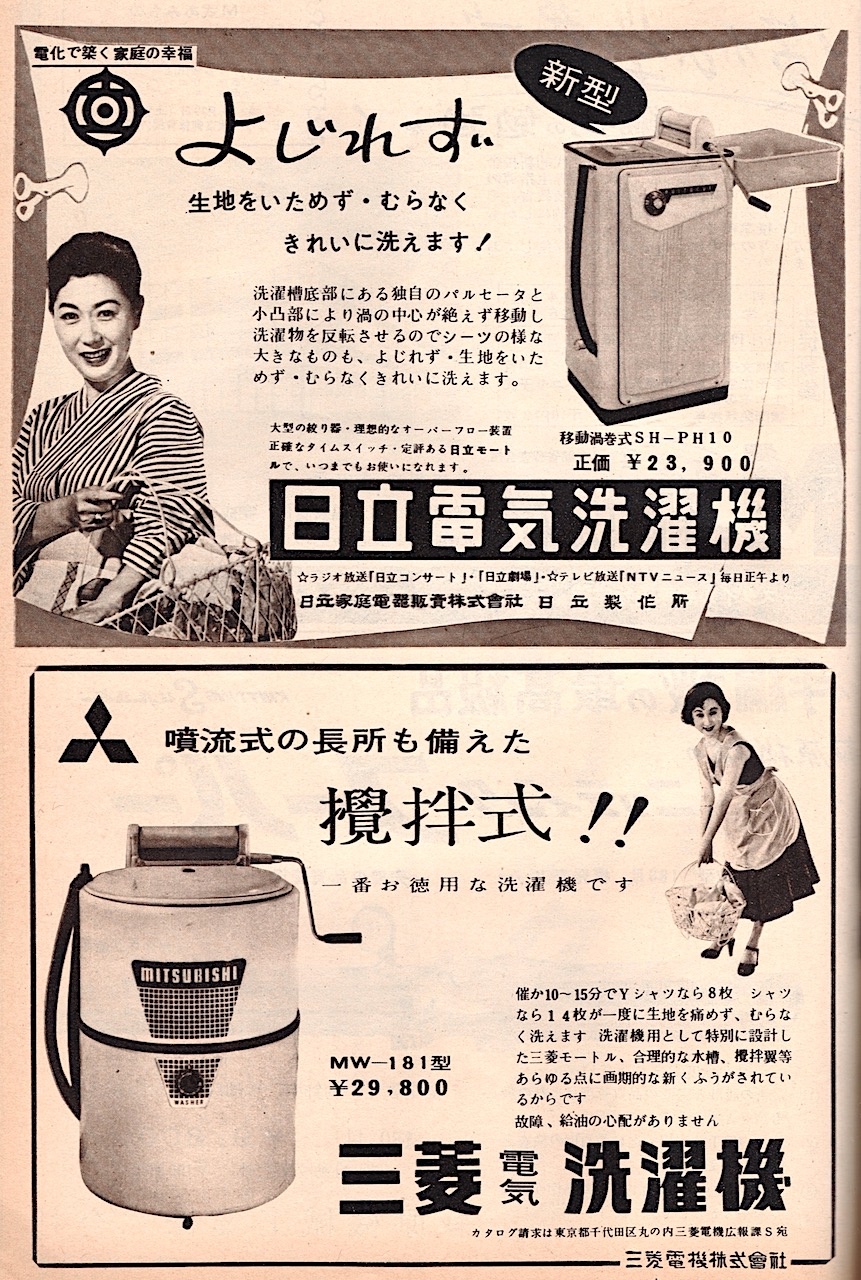
日立の渦巻き式洗濯機と三菱の攪拌式洗濯機の広告（1956年）

### 円筒型
槽の中に洗濯物が入った円筒のドラムを入れ、ドラムを回転させて洗濯する。ドラム式の元となった。

### 攪拌式
槽と同じ程度の高さのある大型の羽根をゆっくり反転させて水流を発生させる方式。構造的に大型となるため日本では業務用の一部に限られるが、アメリカでは現在も主流。
日本では1922年（大正11年）に初めて輸入され、1930年（昭和5年）に東芝が国産初の電気洗濯機として製造。終戦直後は日本のメーカーも進駐軍向けに製造していたが、1947年（昭和22年）に「日本人メイドの人件費が安く、しかも上手に手で洗ってくれる」という理由で納入が打ち切られた。これを契機に一般向けにも発売されたが、5万円以上（ローラー絞り器なし　当時の日本人の大卒初任給は22,000円）と非常に高価だったため普及しなかった。

### パルセーター式（噴流式・渦巻き式）
洗濯槽にパルセーターと呼ばれる羽根を持ち、それを高速回転させて激しい水流を発生させて汚れを落とす方式でアジアで一般的。日本では1953年（昭和28年）8月に三洋電機が初めて製造。定価は28,500円（当時の大卒初任給は17,000円）と、比較的買いやすい値段だった。同年に出力100W以下の洗濯機が物品税の対象から外れたのを契機に、槽の側面にパルセーターがある噴流式の開発が日本で盛んになった。しかし噴流式は洗濯物がよじれて傷みやすかったり、洗濯物が多くても少なくても同じ水量が必要だったことから、1954（昭和29）年にパルセーターを底面に設置した渦巻き式が開発された。日本では渦巻き式が1960（昭和35）年から現在までの主流となっている。パルセーターが大径口で乾燥機能が付くものは、タテ型（2000（平成12）年12月に松下電器、現パナソニックが発売）と呼ばれる。ごく初期のパルセーターは小型のものが主流であったが、現在ではほぼ洗濯槽いっぱいの大きさとなっている。昭和 - 平成初期に建てられたアパートや賃貸マンションに住む者は洗面台の入り口が55cm - 59cmと狭小のため、室内にドラム式が設置できないことから、この渦巻き式を購入することが多い。
からまん棒
日立製作所が1982年（昭和57年）に開発した方式で、本来は同社の登録商標であったが、現在は使われていない。パルセーターの軸部分を垂直に延長し、羽のついた攪拌棒を持たせた方式。名前から解るとおり、当初は衣類の絡みを抑止する目的で開発されたが、この意味ではあまり役立たなかった。その後、それまで手洗いに限定されていたおしゃれ着やウールの洗濯のできる機種が現れ始めると、電子制御と併用することで、従来のパルセーターよりも一歩抜きん出た。欠点として、本体のサイズの割りに洗濯容量が小さくなる。この欠点のため、その後の家庭用洗濯機大容量化の波についていけなくなり、順次廃止され、通常の渦巻き式となった。
攪拌棒方式は他に三菱電機の「Mr.かくはん」が、また様式は異なるがパルセーター方式に攪拌式の特徴を取り入れた方式としては東芝の「最洗ターン」、三洋電機の「手もみL」が存在したが、いずれも現在までに廃止されている。
ビートウォッシュ
日立製作所が開発した方式。基本構造は渦巻き式と同様であるが、波状の形状をしたパルセータを洗濯物に直接接触させ洗濯する点が異なる。
二重噴流式
富士電機が開発した方式。洗濯槽側面に2個のパルセータを対面させるように配置し、洗濯能力を高めたもので、1954年にW361型が発売された。対面している2個のパルセータは互いに回転軸を1cmほどずらすことで、洗濯物のよじれ、洗浄むらを防ぐ。その性能は「暮しの手帖」も認めるほどであったという。
二重水流式
富士電機が開発した方式。洗濯槽底部に1個のパルセーターを傾斜を付けて設置することで、洗濯水に噴流と上下振動を与え、高い洗濯性能にもかかわらず洗濯物を傷めない。1958年にW261型が発売されている。
しっかりパル
それまでの小型パルセーターによる上記二重水流式に代わり、全自動洗濯機用パルセーターからのフィードバックで、1985年に三菱電機が商品化した、洗濯槽の底部ほぼ全面となる大型パルセーター。極部的に強い水流を生み出してしまう小型パルセーター式よりも布傷みが少なく、全体的には洗浄力が上がる。「しっかりパル」は三菱の登録商標であったが、技術特許取得には至らず、他社にも波及し、現在国内メーカーの二槽式洗濯機のデファクトスタンダードとなっている。
穴無し全自動
全自動洗濯機の短所である使用水量の多さと、不可視部分が多いことによる衛生管理上の問題を克服する形で開発が行われた形式。1984年代に一度三菱電機が商品化したが、制御技術がまだ機械式プログラムタイマーからマイコン式への過渡期と時期尚早だったこともあり、充分な評価試験を得ないままの投入となったため脱水不良などの欠点ばかりが目立ち撤退した。
後、1992年にシャープが、洗濯槽をゆるい逆紡錘形とすることでその脱水時に上部から排水が促進される「コニカル水槽」を採用して商品化に成功、特許も取得し現在のシャープの縦型洗濯機の主力商品となっている。

### ドラム式（回転式）
横を向いた円筒状の洗濯槽を回転させ、洗濯物が上がっては落ちを繰り返すことにより叩き洗いをすることで汚れを落とす方式。ドラムの上底面から洗濯物を出し入れする。クリーニング店・コインランドリーの洗濯機ではこの方式が良く使われている。洗濯物の傷みが少なく、水の使用量も少ない。ヨーロッパでは主流の方式。
重量が重いことを引き換えに一般に乾燥機能においてメリットがあるため、家庭用では一部メーカーを除き、乾燥機付き洗濯機に限られる。また奥行きが大きいことから、搬入経路や置き場所の考慮も必要である。
家庭用のサイズだと高温多湿で軟水の日本では脂肪を含んだ汗や泥汚れが充分に落ちづらいという点で不利。1950年代には日本でも製造されていたが、当時は家庭用としては主流とならなかった。しかし、ポンプアップと電子制御を併用、ヒーター式乾燥機能などを追加することで2000年（平成12年）から日本でも普及し始めた。2005年（平成17年）にはパナソニックが、世界で初めて乾燥にヒートポンプ式を採用したドラム式洗濯機を発売した。ヒートポンプ式はヒートポンプの熱交換と除湿によって乾燥する方式で、高温の温風で乾燥する従来のヒーター式に比べ、低温であるため衣類の傷みが少ない方式とされており、2022年現在、中上位機種で主流の乾燥方式となっている。上位モデルはタッチパネル式で、スマートフォンをリモコンとして用いる形で外出先など離れた場所からも洗濯機操作が可能（あらかじめ当該洗濯機・スマートフォン相互間の「ペアリング」が必要）。
斜めドラム式
パナソニックが開発した方式。従来の縦型に比べ使用水量及び衣類の傷みが少ない。最新機種の上位モデルは「エコナビ」も搭載している。なお、発売には至らなかったが、東芝が1956年（昭和31年）に日本初の傾斜ドラム式全自動洗濯機を開発している。
2011年秋モデルにおいては、パナソニック製洗濯機としては初めて「系列店（パナソニックショップ）限定モデル」が登場（第1号機は「NA-VX710SL/R」）。コース数が量販店兼用モデルより多く、掃除機に取り付けられる乾燥フィルター掃除用ノズルと（パナソニック以外の他社製掃除機に繋ぐ場合の）継ぎ手パイプ（アダプター）付属。その他仕様は量販店兼用モデルNA-VX7100L/Rと共通。さらにマンションなどの狭い空間にも設置可能な小型モデルも登場している。
トップオープンドラム式
回転軸が正面から見て水平で、ドラムの側面を開閉するような構造のドラム。ヨーロッパでは主流だが、日本では三洋電機と東芝のみが採用。2002年（平成14年）に三洋電機が日本で初めて発売したが、三洋電機・東芝ともに2007年（平成19年）までに廃止された。

### 振動式
洗濯物が浮き上がらないように上から蓋で押さえたうえで、洗濯槽の底にある振動板を高速で振動させて汚れを落とす方式。1950年代に発売したが、汚れの落ちが悪く振動がうるさいため全く普及しなかった。

## 技術
制振鋼板
脱水時のモータの振動と外箱の共鳴を抑えるため、鉄板と鉄板の間にポリエステル樹脂などを挟んだ鋼板。
ニューラルネットワーク、ファジィ制御、AI
マイコンによる制御方式のひとつとして使われた。2010年代後半に日立やシャープがAIを搭載した洗濯機を発売。
直流インバーター制御
直流モータの電圧をインバーターで調整することによって回転速度を変える制御方式。1990年に東芝が発売。それ以前はギアを使って交流モーターの回転速度を調整していたため、それが騒音源の一つになっていた。
ダイレクトドライブ
インバーター制御の直流モーターとパルセーターを直結し、モーターとパルセーターの間にあった駆動用ベルトをなくして低騒音化をはかったもの。1991年に三菱電機が全自動洗濯機AW-A80V1として発売。1997年に東芝がアウトローター方式のダイレクトドライブインバーターモータを採用した洗濯機を発売し、モーターを小型化し低騒音化（洗濯時に約40dB）した。
2008年、リーズ大学は約280mlの水だけで洗濯できる洗濯機を開発した。

## 洗濯の過程
洗濯は繊維製品の性質に合わせた方法をとる必要があるため、一般に衣料品などの繊維製品には絵表示（ピクトグラム）などで取扱方法が表示されている。日本では2017年春夏向け商品からISO（国際標準化機構）に対応した絵表示（JIS L 0001:2014）に変更され表示記号は22種類から41種類とほぼ2倍になる。洗濯表示を参照。

### 注水
- 一般には水道に給水ホースを直結させて水道水を利用するが、井戸水や風呂の残り湯などが利用される場合もある。
- 水道水を利用する場合には水栓が開いている必要がある。電気洗濯機では自動で注水し洗濯物の分量に合わせて水量も自動制御されるものが多い。
- 風呂の残り湯を利用する場合には一般には注水ポンプが用いられる。注水ポンプは、主に節水を目的として風呂の残り湯などを洗濯（すすぎには水道水を使う）に使うためのポンプで水を吸い上げる。風呂水ホース付属機種は、ホースの先端にポンプがある機種と、洗濯機本体にポンプを内蔵している機種とに分かれる。風呂水吸水ホースが破れたり継ぎ手が破損した場合、当該機種に適合した別売りホースをサービスパーツとして各メーカーより取り寄せ購入可能。
- 現行モデルは(水道水使用量を従来モデルより大幅に減らせる節水設計機種が増えたことから)バスポンプ内蔵機種が上位モデルのみとなり、小容量普及モデルとドラム式はバスポンプ機能を廃止した機種が増加している（バスポンプ内蔵機種も風呂水吸水ホースセットは別売り。バスポンプ機能非搭載機種のうち・縦型と二槽式機種は市販の外付けバスポンプとホースを用いれば風呂水を用いた洗濯も可能だが、逆にドラム式機種は風呂水手動給水と外付けバスポンプ使用不可=槽内へ手動で風呂水を入れても洗濯開始後に強制排水されてしまう）。なおバスポンプ内蔵機種は真空状態で風呂水を吸い上げられるよう・最初に水道水を「呼び水」として吸水するので、風呂水使用時でも水道栓（蛇口）は必ず開けておかなければならない（風呂水洗濯コースを選んだ場合・風呂水は「洗い」と「1回目のすすぎ」時に吸水され、2回目のすすぎでは水道水が吸水される）。
- 日本を除く海外ではヒーターを内蔵し、好みに応じて熱湯まで水温を調節可能なドラム式機種が多い。これはヨーロッパやオーストラリアなど硬水地域では洗剤の成分が効力を発揮しないためでもある。温水用の給水栓を別に設けた機種もある。

### 洗い
- 色移り等を防ぐために洗濯前に衣類の分類が必要な場合がある。
- しみ抜きなど前処理が必要な場合がある。
- 洗濯機に定められた適量の洗剤を投入する（縦型全自動式とドラム式の上位モデルは「洗剤自動投入機能」が搭載されており、洗剤の無駄遣いが防げるようになっている）。
- 予洗いの機能を有するものもある。

### すすぎ
- この過程で洗剤を落とす。
- この過程で洗濯槽に汚れが蓄積しないよう毎回自動で槽洗浄を行う機能を有するものもある。

### 脱水
- 二槽式の場合には脱水槽へ衣類を移す必要がある。
- かつては外付けのローラー絞り機が用いられていたこともあるが、電気洗濯機の多くは遠心脱水が主流となっている。
  - ローラー絞り機
2本のゴムローラーの間に洗濯物をはさんでハンドルを回して洗濯物を絞るもの。厚さが均一でない場合は完全に脱水ができず、なおかつ衣服のボタンが割れることもあった。手回し式洗濯機・初期の電気洗濯機で使われた。
  - 遠心脱水機
槽を回転させて、遠心力により洗濯物の水分を振り切って脱水する。1874年にRobert Pilkingtonが手動回転式を、1903年にW.L. Dolierが電気駆動式を発明。二槽式洗濯機で洗濯機本体に組み込まれる。現在の主流。

### 乾燥
- 乾燥機能を有するものもあり、遠心脱水では飛ばしきれなかった水分を乾燥させる。
- 乾燥装置の汚れを少量の水を使いながら自動で取り除く機能を持つものもあるが、これらの機種では乾燥過程でも水栓が開いている必要がある。

## 注意点

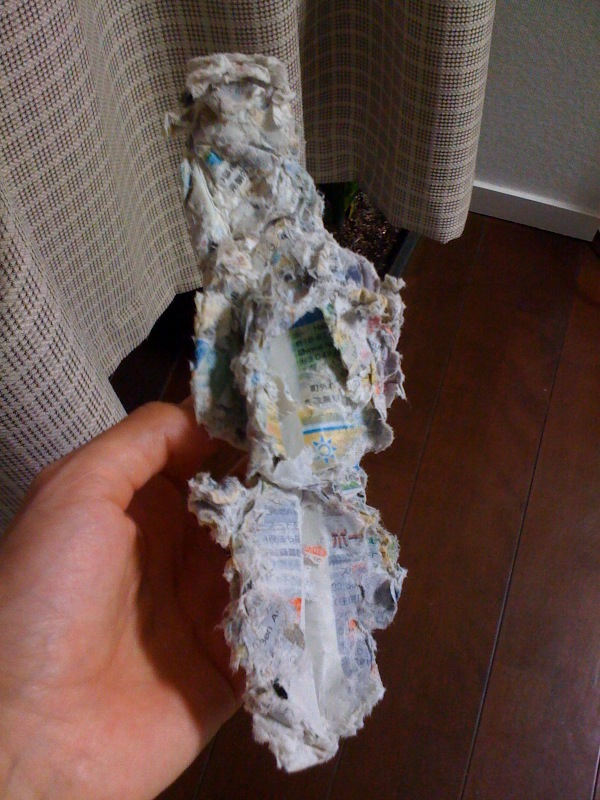
書籍を一緒に洗ってしまった場合

感電の防止
洗濯機を設置する際には、確実にアース（接地）をしておく必要がある。
幼児の落下
トップローディング式（上から洗濯物をいれる方式）の場合、洗濯槽に水がたまっている間に幼児が落下すれば死に直結しうるので常に注意を要する。幼児の落下に備えて、運転中に蓋を開けるとブザーが鳴り続け、蓋が開いた状態が一定時間継続すると洗濯槽内の水を強制的に排水する機能をもつもの、または運転中は蓋がロックされ開けることができないものもある。
閉じ込め
フロントローディング式（ドラム式）洗濯機の場合、子供が中に入り込んだ拍子に戸が閉まり死亡する事故も発生する。対策として、扉が容易に開かないようにするチャイルド・ロックや、内側から扉を開けられるようにする機構が開発されているが、すべてのドラム式洗濯機に装備されているわけではない。
洗濯槽の定期的な洗浄
洗濯槽には洗剤残り、髪の毛等が残るため、定期的に専用クリーナーなどの洗浄剤を用いて洗浄することが望ましい。カビや汚れの原因となる。
メーカーからも専用クリーナーが発売されているが、日本メーカーの専用クリーナーは総じてユシロ化学工業からのOEM（全メーカー対応）。
放り込む前にポケットなどを確認
ティッシュや携帯電話・スマホ、紙幣などを気づかずに洗ってしまう恐れもあるので、常に確認することが好ましい。

## メーカー、ブランド

### ヨーロッパ
ドイツ
- ミーレ　-  アメリカや日本では高級ブランドとして白物家電を販売している。
- ボッシュ[41]
- Blomberg
- シーメンス
- AEG - もともとはドイツのメーカーだが1994年にスウェーデンのAB Electrolux（エレクトロラックス社）がAEGを買収し、同社がAEGブランドで洗濯機を製造している。

### アジア
インド
- IFB

インドのメーカー
中華人民共和国
- ハイアール - 中国の家電メーカー。日本国内では2002年より三洋電機との合弁会社「三洋ハイアール」により輸入販売しはじめ現在ではハイアールジャパンセールスに継承。こちらは「Haier」ブランドで販売しており、シンプルで安価な製品をメインとする。
- ハイセンス - 中国の家電メーカー。日本にも低価格ブランドとして白物家電を販売している。

韓国
- LGエレクトロニクス - 世界シェアNo.1[42]。2012年、2017年にアメリカ合衆国からアンチ・ダンピング関税措置が課せられているため、生産拠点を各国へ移している[43]。
- サムスン電子 - 設立当初から洗濯機を製造。KenmoreのOEM。LGと同様に生産拠点を各国に移している。

### 日本

#### 現在生産中
- パナソニック - 斜めドラム型は系列店「パナソニックショップ」限定モデルも2011年より「NA-VX710SL/SR」を皮切りに販売開始。なお2槽式の現行モデルはダイヤル操作式の「NA-W50B1」と「NA-W40G2」のみで、ボタン操作の2槽式洗濯機「愛妻号」シリーズとタテ型洗濯乾燥機「Lab」シリーズは生産終了（現行モデルはドラム式が「スピンダンシング」シリーズ、タテ型が「エコウォッシュ」シリーズをそれぞれ生産）。またバスポンプも「N-30P」をかつて自社生産していたが2011年限りで撤退し、パナソニックショップでは「センダック」・「工進」などの他社製パスポンプを仕入れている。ドラム式は2022年10月発売「NA-LX129BL/127BL」を最後に(2024年以降発売機種は上位モデルを含め)全機種バスポンプ機能を廃止し、バスポンプ内蔵の現行モデルは縦型洗濯乾燥機および全自動洗濯機の上位機種のみとなった（風呂水吸水ホースセットは2023年11月発売の縦型全自動洗濯機「NA-F7PB2」を除き別売り）。
- 日立グローバルライフソリューションズ（旧・日立アプライアンス） - 日立製作所の子会社。ドラム式洗濯乾燥機は「ナイアガラ洗浄・ビッグドラム」シリーズを、タテ型洗濯乾燥機は「ナイアガラ洗浄・BEAT WASH」及び「白い約束」各シリーズを、2槽式洗濯機は「青空」シリーズをそれぞれ生産（2槽式「青空」シリーズは「ボタン操作式機種」を国内で唯一生産していたが2023年限りで生産終了となり、二槽式の現行モデルはダイヤル操作式のみ）。2012年12月からは（縦型洗濯機「白い約束」NW-8SY/6SYのOEMモデルとなる）三菱電機ストアー向け縦型洗濯機「MAW-70BP/70AP/60AP」も生産していたが、2023年12月限りで販売終了となった。
- 東芝（東芝ライフスタイル）- ドラム式洗濯乾燥機は「ZABOON」シリーズを生産。なお一連の不正経理問題発覚に端を発した業績不振による不採算部門リストラの一環として、二槽式洗濯機生産は2016年3月限りで完全終了した（二槽式洗濯機生産より撤退した国内大手電機メーカーはシャープ・三菱電機・三洋電機に次いで4社目）。このため系列店「東芝ストアー」へ供給される2槽式洗濯機はパナソニック・日立アプライアンス・ハイアールなどの他社製品に変更。その後東芝の白物家電部門は中国の電機メーカー「美的グループ」へ売却されている（日本国内での「TOSHIBA」ブランドは存続）。
- アイリスオーヤマ - フロントローディング式（ドラム式）とトップローディング式（縦型）を製造している。[44]
- シャープ - 2槽式洗濯機の生産は2007年限りで終了し、現在はドラム式及び縦型洗濯乾燥機のみを生産。系列店「シャープフレンドショップ」へ供給される2槽式洗濯機はパナソニック・日立アプライアンス・ハイアールなどの他社製品へと変更。
- アクア（旧ハイアールアクアセールス→ハイアールアジア） - パナソニックの完全子会社となった三洋電機の洗濯機事業を継承したハイアールの子会社。「AQUA」ブランドで販売。
- TOSEI（トーセイ） - コインランドリーやクリーニング店などの業務用大型洗濯機、乾燥機、洗濯乾燥機を開発、製造、販売している。2020年には敷布団専用乾燥機を発売[45]。
- ツインバード -  とトップローディング式（縦型）を製造している。

#### 生産より撤退
- 三菱電機 - 業界初のドラム角度可変機能付き洗濯乾燥機「ムービングドラム」シリーズを2007年5月に発売したが、不具合によるリコール続出により発売からわずか3ヶ月で製造中止に追い込まれ、これに出荷台数の落ち込みも加わって洗濯機事業全体の赤字が膨らんだ事から、洗濯機の自社生産は2008年10月限りで終了。その後は系列店「三菱電機ストアー」のみで販売される縦型「MAW-70BP」のみを日立グローバルライフソリューションズへ生産委託する形で販売していたが、2023年12月限りで販売終了。現在三菱電機ストアーへ供給される洗濯機はパナソニック・東芝ライフスタイル・日立グローバルライフソリューションズ・シャープ・ハイアール・アクアなどの他社製品へ変わっている。
- 三洋電機 - 子会社「三洋アクア」が洗濯機を生産していたが、パナソニックの完全子会社化に伴う「SANYO」商標廃止により2011年9月限りで生産終了。上記の通り三洋の洗濯機事業はハイアールへ売却され、三洋時代からの「AQUA」ブランドを継承（三洋系列店「スマイるNo.1ショップ」よりパナソニックショップへ衣替えした系列電器店の中にはハイアール製品を販売する店舗も一部あり）。「SANYO」ブランド製品のアフターサービスと補修用性能部品供給（修理受付）も2021年までに完全終了となり、現在はパナソニックHP内での「SANYO」ブランド製品取説ダウンロードのみ可。
- NEC - 洗濯機を含む白物家電は1990年までに撤退。現在はPCとその関連商品及び照明器具&ランプのみを生産（照明器具&ランプは子会社「NECライティング」→現・「ホタルクス」が製造）。
- 富士通ゼネラル - 現在生産している白物家電はエアコン「ノクリア」シリーズのみで、洗濯機を含むその他白物家電生産は1990年代に撤退。

### 北米
- ワールプール（WHIRLPOOL） - アメリカの家電メーカー。メイタグ（MayTag）、アマナなど多くのブランドで販売している。

- GE - HotPointブランドを持つ

## ギャラリー

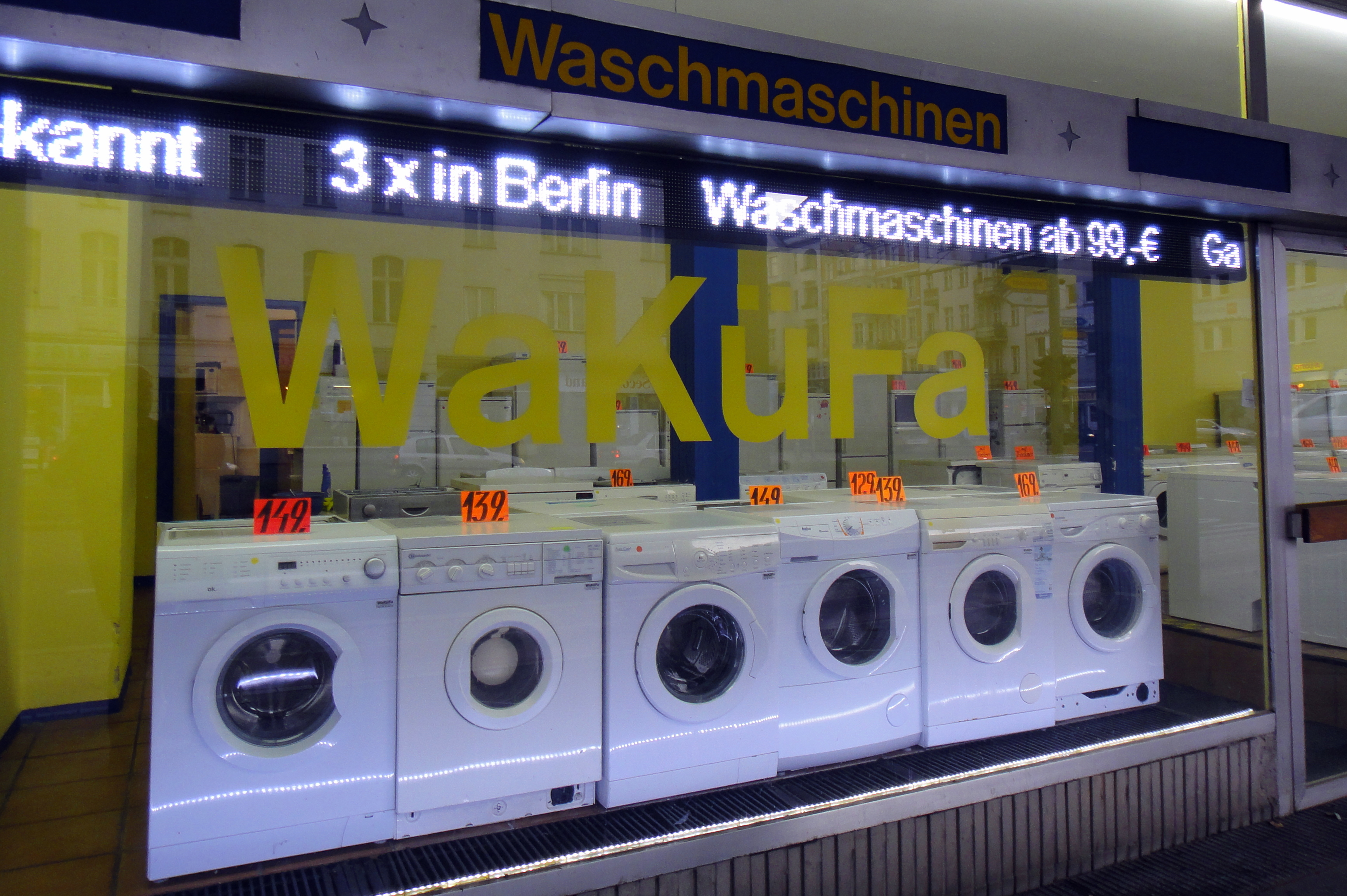
展示の一例（ドイツ・ベルリン）
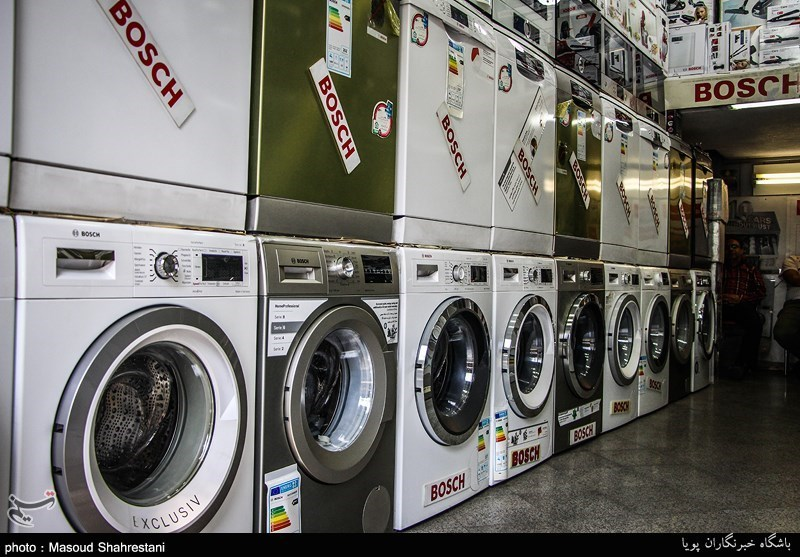
売り場の展示の一例（テヘラン）
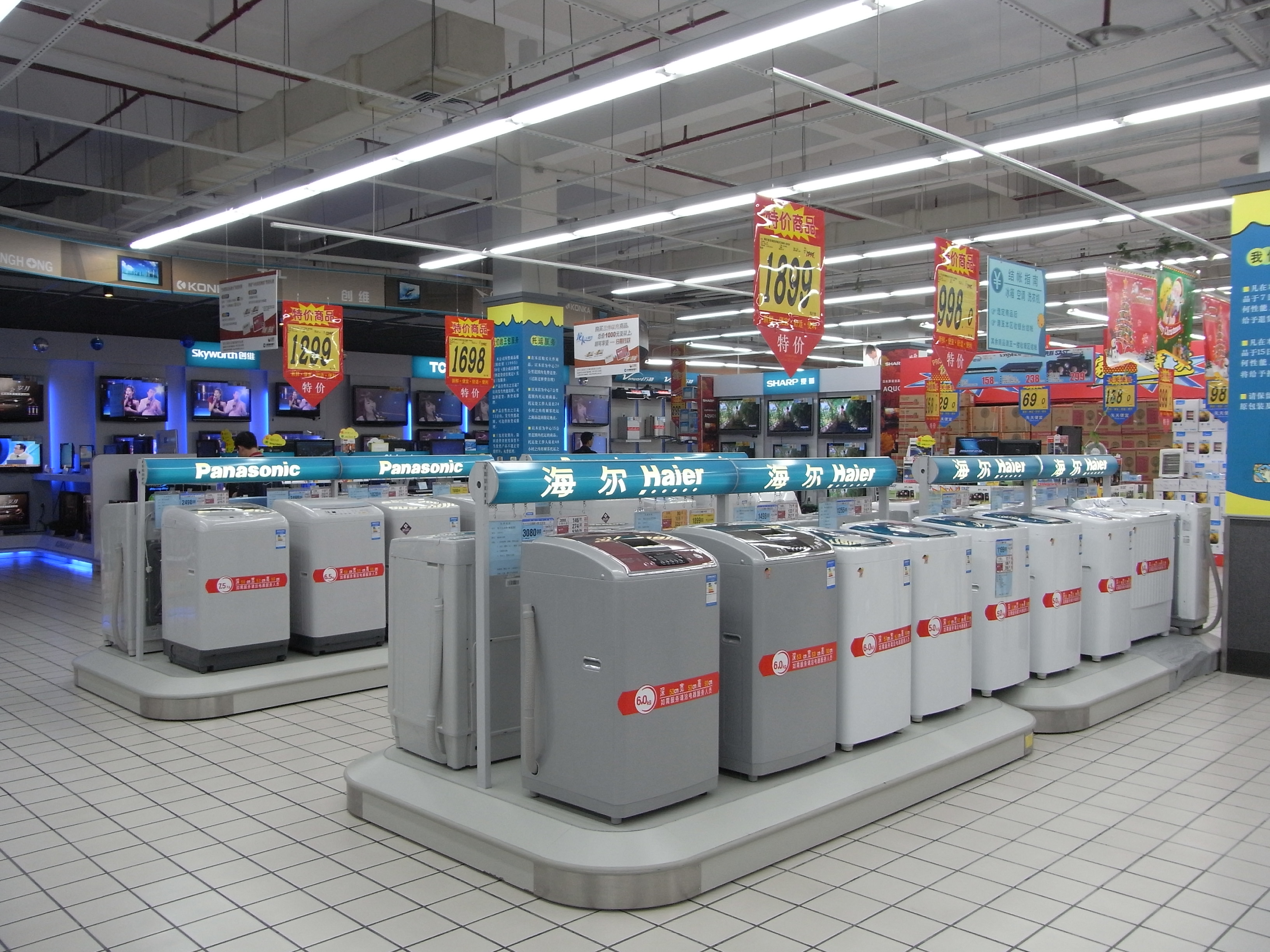
売り場の展示の一例（中国）
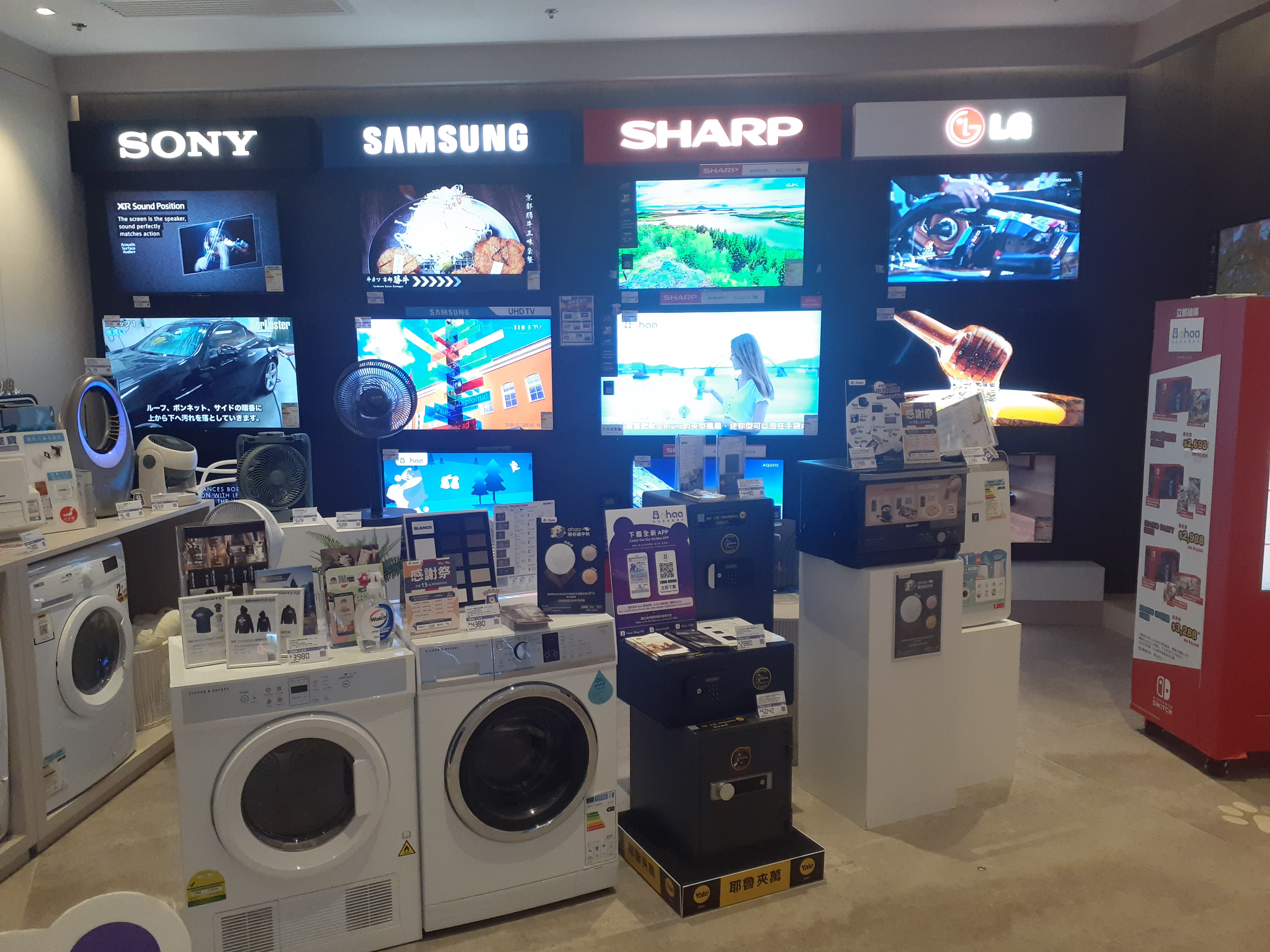
家電ショップの展示例（香港）
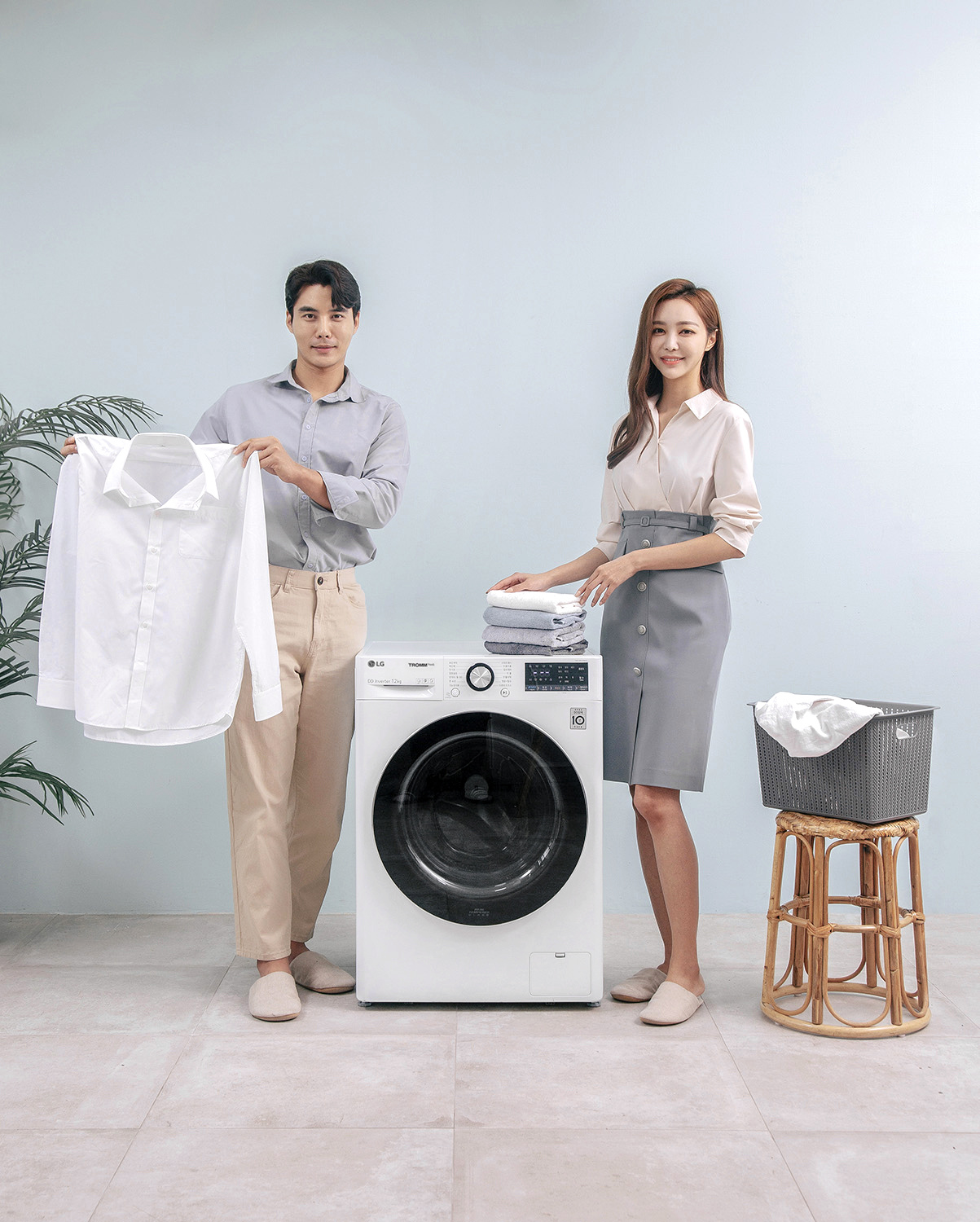
販売促進用写真の例（韓国）